# TF1 Actualités
TF1 Actualités est la dénomination de la rédaction et des journaux télévisés de TF1 du 20 décembre 1975 au 15 février 1981, concernant toutes les éditions, dont notamment le rendez-vous de 20h et l'édition de la mi-journée.

## Historique
L'actualité du soir sur la première chaîne publique française remonte à 1949 avec le Journal télévisé de la RTF créé en 1949, puis les différentes formules successives telles que Actualités télévisées en 1963 puis Télé-Soir en 1965, Information Première en 1969, 24 heures sur la Une en 1972 avant Information télévisée 1, diffusée du 6 janvier au 20 décembre 1975.
L'actualité télévisée de la mi-journée sur la chaîne historique nationale française existe depuis 1949. Au fil des changements à la tête de la direction de la chaîne et de ses rédactions, la formule évolue sensiblement. L'édition de la mi-journée à la télévision sur la première chaîne historique est introduite à partir du mois de novembre 1949; elle ne reprend principalement que les images du journal télévisé du soir diffusée la veille et sans présentateur à l'image mais uniquement accompagnée de commentaires en direct. En 1957, sous l'impulsion de Pierre Sabbagh et Jacques Sallebert alors que l'horaire du journal du soir est fixé à 20 h, l'édition de la mi-journée est désormais diffusée à 13 h 15, sauf le dimanche où elle se tient à 12 heures. Le 20 avril 1963, le journaliste Raymond Marcillac et le ministre Alain Peyrefitte créent les Actualités télévisées avec une édition de la mi-journée, une diffusion qui se prolonge en juillet 1964 sur la même antenne désormais intitulée Première chaîne de l'ORTF. Le 20 septembre 1965, l'émission d'actualités « Télé-Midi » remplace la précédente formule, jusqu'au 2 novembre 1969 où Pierre Desgraupes lance Information Première, de janvier à mars 1972 de 12h45, puis à 13h ensuite, du lundi au vendredi, présentée par Paul Lefevre, Jean-Michel Desjeunes, Jean Lanzi puis Jean-Pierre Elkabbach.
Lors des événements de mai 1968, Yves Mourousi réalise sa première interview télévisée en interrogeant Alain Peyrefitte, ministre de l’Éducation nationale. Le 6 novembre 1968, il présente pour la première fois à la radio, le journal de 13 heures de France Inter, après avoir été rédacteur puis rédacteur en chef d’Inter actualités magazine, la tranche d'information de la mi-journée.
Le 11 septembre 1972, Jacqueline Baudrier compose son équipe avec notamment Léon Zitrone, Michel Péricard, Claude Brovelli, Jean-François Robinet et Bernard Volker pour lancer le journal 24 heures sur la Une et son édition de la mi-journée. En 1972, le rédacteur en chef Christian Bernadac sélectionne plusieurs de ses jeunes journalistes de France Inter pour qu'ils produisent et fournissent à la toute nouvelle troisième chaîne de l'ORTF des sujets d'actualités quotidiens intitulés « Inter 3 »; Mourousi est choisi, ainsi que, parmi ses collègues journalistes, Jean-Claude Bourret et Régis Faucon.
Le 6 janvier 1975, après l'éclatement de l'ORTF et la création de TF1, une nouvelle rédaction est composée de journalistes venant à la fois de l'ancienne rédaction de 24 heures sur la Une comme Bernard Volker, Jean-François Robinet, Claude Brovelli, Alain Fernbach, Patrice Duhamel, Michel Chevalet, Dominique Baudis ou François Bonnemain. Elle est aussi complétée de journalistes plus jeunes, venus de la radio publique France Inter avec Christian Bernadac parmi lesquels on note Yves Mourousi, Jean-Claude Bourret, Michel Denisot, Jean-Pierre Pernaut, Régis Faucon ou Dominique Bromberger. Le rendez-vous d'actualité est nommé Information télévisée 1.
Le 20 décembre 1975 à 20 h, la chaîne TF1 lance officiellement sa télédiffusion en 625 lignes couleur au standard SÉCAM et pour renforcer l'identité de la chaîne, l'appellation IT1 disparaît pour laisser place à TF1 Actualités. Toutefois les émissions en noir et blanc se poursuivent sur le réseau historique 819 lignes en noir et blanc, créé en 1949 et jusqu'à l'été 1983. Le journal de 13h est présenté par le duo Yves Mourousi-Michel Denisot. Il dure une heure avec une première partie consacrée à l'actualité et une seconde partie magazine, plus tournée vers la culture.  
En janvier 1981, Henri Marque est remplacé par Jean-Marie Cavada à la direction de l'information et la marque TF1 Actualités cesse d'identifier les journaux télévisés de TF1 dès le 15 février 1981.
Le 16 février 1981, la présentation en couple du Journal de 13 heures de TF1 est instituée. Marie-Laure Augry rejoint alors Yves Mourousi, qui présente TF1 Actualités 13h depuis 1975, aux commandes du journal. Chacun des deux présentateurs prépare le journal de son côté afin qu'aucun ne sache à l'avance ce que l'autre va dire à l'écran. Cela donne une plus grande spontanéité au journal et quelques scènes d'humour. Le couple ambitionne de « faire de l'information sérieuse, mais sans se prendre au sérieux ». La structure du journal est alors articulée en deux parties, l'une orientée information et l'autre plutôt magazine.

## Éditions et présentateurs

### TF1 Actualités 13 heures
Ce journal est présenté en semaine par Yves Mourousi, qui en est le rédacteur en chef, assisté alternativement de Michel Denisot, Claude Pierrard et Jean-Pierre Pernaut pour la partie actualités du journal. En effet, TF1 Actualités 13 heures dure une heure, avec une première partie consacrée à l'actualité et une deuxième partie magazine plus tournée vers la culture. Récompensés par un sept d'or en février 1976, Christian Bernadac et Yves Mourousi sont bien décidés à continuer à faire évoluer les codes du journal télévisé. Mourousi est ainsi le premier à faire sortir le journal de son studio, avec un minimum d'un direct en extérieur par semaine. Il est également le premier à faire une interview de Léonid Brejnev en direct depuis la place Rouge à Moscou, la Pologne en 1977, la place Tian'anmen à Pékin en 1979. C'est ainsi que des quatre coins du monde il lance son célèbre « Bonjour » (peu conforme aux usages de l'époque). Il présente certains de ces journaux dans des lieux insolites, comme un bloc opératoire d'où les téléspectateurs peuvent suivre en direct l'opération d'un malade à cœur ouvert, ou bien à bord du vol inaugural du Concorde, au stade Geoffroy-Guichard à Saint-Étienne le jour du quart de finale de la Coupe des clubs champions européens contre Liverpool en 1977, en direct de la centrale nucléaire de Fessenheim, depuis le porte-avions de la marine française Clemenceau en rade de Cannes, ou encore du sous-marin "Ouessant" en plongée.

### TF1 Actualités 20 heures
Ce journal est présenté par Roger Gicquel jusqu'au 20 décembre 1980 qui lui donne un style très personnel. Chaque soir, il commence son journal par un éditorial dans lequel il donne son avis, dont le plus célèbre, le 18 février 1976, débute par : « La France a peur », qui souligne l'émotion provoquée par l'enlèvement et la mort à Troyes du petit Philippe Bertrand par Patrick Henry. Cette formule est cependant tronquée, car quelques minutes plus tard, il précise que cette peur est un sentiment auquel il ne faut pas s'abandonner. Cette personnalisation, qui a par la suite semblé dépassée, marque le passage à l'antenne de Roger Gicquel, regardé chaque soir par des millions de Français. Inspiré par le journaliste Walter Cronkite, présentateur du journal CBS News, il revendique son indépendance vis-à-vis du pouvoir politique et sa liberté de ton : « je prétendais qu'on pouvait ouvrir le journal sur un raz-de-marée dans le delta du Gange même sans images plutôt que sur la naissance d’un baleineau dans un zoo aquatique de Tokyo ».

### TF1 Actualités Nuit
Cette édition est présentée en fin de programme par Joseph Poli, transfuge de 24 heures sur la Une. Jean-Pierre Pernaut ou Florence Schaal la présentent ponctuellement.

### TF1 Actualités week-end
Le week-end, Jean-Claude Bourret assure les éditions de 13 heures et de 20 heures, cette dernière ayant la particularité de débuter le dimanche soir à 19h45 pour développer l'actualité sportive, rubrique assurée par Georges de Caunes, chef du service des sports de TF1,.

## Journalistes et rédaction
Parmi les journalistes de TF1 Actualités, on trouve Bernard Volker, Gérard Saint-Paul, Michel Chevalet, François de Closets, Dominique Baudis, François Bonnemain, Dominique Bromberger, Patrick de Carolis, Erik Gilbert ou Bruno Masure.
- Christian Bernadac : rédacteur en chef chargé de tous les journaux.
- Jacques Idier : chef du service de politique intérieure jusqu'en 1977, puis rédacteur en chef adjoint chargé des éditions du week-end.
- Patrice Duhamel : chef du service politique et social de 1977 à 1981.
- Emmanuel de La Taille : chef du service économique.
- Michel Texier : chef du service de politique extérieure.

## Décor
Le plateau se décompose en deux parties dont une est commune à toutes les éditions, c'est la plus sobre avec deux pupitres ronds disposés devant un fond bleu permettant l'incrustation d'images d'actualités ou du logo TF1 Actualités. Les deux pupitres ronds sont remplacés en 1977 par un grand pupitre en bois en forme de L.
Pour le journal de 13 heures, Yves Mourousi dispose d'un petit plateau pour recevoir des invités autour d'une table basse et de deux fauteuils. Ce plateau est situé à la droite des pupitres de présentation et est entouré d'un fond de logos et œil TF1 sur un ciel nuageux.
Les couleurs vives propres aux années 1970 étant passées de mode, les logos TF1 très colorés laissent la place à de grands panneaux boisés en octobre 1980 donnant un ton plus chaud au décor.

## Générique
Les journaux sont repérés par l'indicatif de Claude Perraudin et par les dessins de Catherine Chaillet, avec le célèbre œil de TF1. Le générique démarre avec 2 yeux qui se rassemblent, puis par l'indicatif TF1 Actualités en perspective cavalière en petit en dessous de l'œil, puis cet œil va se réduire pour se transformer en T en perspective cavalière et une voix-off annonce TF1 13 h avec Yves Mourousi ou TF1 20 h avec Roger Gicquel ou le nom du présentateur est affiché. Au début de septembre 1976, une nouvelle version du générique fait son apparition dans laquelle le T de TF1 se dédouble et l'un d'eux pivote pour faire naître le F puis le 1 est attaché. Lors des éditions de TF1 Actualités se déroulant en extérieur, le générique est remplacé par un simple affichage du logo et des titres avec le paysage où se déroule l'édition, accompagné par l'intro du générique.

## Diffusion
TF1 Actualités est diffusé chaque jour en direct au format 4/3 couleur sur le tout nouveau réseau UHF SÉCAM 625 lignes de TF1, ainsi qu'en noir et blanc sur le premier réseau VHF en 819 lignes. Cette émission est généralement réalisée depuis le studio 1 du 13-15 rue Cognacq-Jay à Paris, siège de TF1, mais peut aussi être réalisée en extérieur lors des éditions spéciales de TF1 Actualités 13 Heures avec les moyens HF de TF1 ou de FR3.